# 迪拜博物馆
迪拜博物馆是位于阿拉伯联合酋长国迪拜的一座大型综合博物馆，1971年开馆。馆址位于法希迪城堡内，始建于1787年，是迪拜现存最古老的的建筑物。这里曾经是酋长住所、宫殿、军火库、监狱，阿联酋成立之后被用作博物馆，展示阿拉伯地区的历史和文化。2013年，该博物馆的年参观流量突破100万人次。
博物馆门口有一座巨型渔船，象征着古老的渔业时期。城墙由珊瑚、贝壳混合石灰水泥制成。葡萄牙殖民时期的火炮得以保存。中庭展示小型渔船、传统武器，并复原了传统原住民的居所，内有工艺品、图文介绍和模型。室内有多媒体放映，展示迪拜历史发展的各个阶段。并有前2500年-前500年出土的库赛斯区文物、6世纪朱美拉地区出土的铜器、陶器、石膏工艺品等。